# Gladiolus chelamontanus
Gladiolus chelamontanus är en irisväxtart som beskrevs av Peter Goldblatt. Gladiolus chelamontanus ingår i släktet sabelliljor, och familjen irisväxter.
Artens utbredningsområde är Angola. Inga underarter finns listade i Catalogue of Life.